# گاورتون
گاورتون (به انگلیسی: Gowerton) یک منطقهٔ مسکونی در بریتانیا است که در سوانزی واقع شده‌است. گاورتون ۸٬۱۸۳ نفر جمعیت دارد.